# Clio Barnard
Clio Barnard er en britisk filminstruktør og manuskriptforfatter.
Barnard debutfilm kom i 2010 med det eksperimenterende dokumentarfilm The Arbor, der kredser om dramatiker Andrea Dunbars liv. I 2013 havde spillefilmen The Selfish Giant premiere. Filmen er baseret på Oscar Wildes fortælling af samme navn og blev vist på filmfestivalen i Cannes i 2013. og vandt blandt andet Bronze Hest ved Stockholm Film Festival.

## Filmografi
- 2000 – Lambeth Marsh (kort dokumentar)
- 2002 – Random Acts of Intimacy (kortfilm)
- 2003 – Flood
- 2010 – Arbor
- 2013 – The Selfish Giant

## Eksterne links
- Clio Barnard på Internet Movie Database (engelsk)
- Clio Barnard på Filmdatabasen
- Clio Barnard på Scope
- Clio Barnard på Svensk Filmdatabas (svensk)
- Clio Barnard på AlloCiné (fransk)
- Clio Barnard på AllMovie (engelsk)
- Clio Barnard på The Movie Database (engelsk)